# Клауд 9
„Клауд 9“ (на английски: Cloud 9) е американски романтичен спортен и драматичен телевизионен филм от 2014 г. на режисьора Пол Хоен, а сценарият е на Джъстин Уеър. Филмът се развива в света на състезанието по сноубординг. Първото промо на филма е излъчено на 29 ноември 2013 г. по време на премиерата на „Късмет, Чарли: Коледа в Ню Йорк“. Филмът е излъчен премиерно на 17 януари 2014 г. като оригинален филм на Дисни Ченъл. Той е гледан от 4,96 млн. зрители по време на оригиналната премиера.

## В България
В България филмът е излъчен на 15 март 2014 г. по Дисни Ченъл с нахсинхронен дублаж на български език, записан в студио „Александра Аудио“. Екипът се състои от:
| Изпълнителен продуцент | Васил Новаков |
| Преводач               | Йоанна Йорданова |
| Озвучаващи артисти     | Ана-Мария Томова Светлана Бонин Мими Йорданова Иван Петков Явор Караиванов Стоян Цветков Георги Стоянов Константин Лунгов Росен Русев Тодор Георгиев |
| Тонрежисьор            | Пламен Чернев |
| Режисьор на дублажа    | Петър Бонев |